# We Can't Dance
| 전문가 평가                   | 전문가 평가  |
| 평가 점수                     | 평가 점수    |
| 출처                          | 점수         |
| ----------------------------- | ------------ |
| AllMusic                      | [ 1 ]        |
| Entertainment Weekly          | C            |
| Rolling Stone                 | [ 3 ]        |
| The Rolling Stone Album Guide | [ 4 ]        |
| Baltimore Sun                 | (favourable) |

《We Can't Dance》는 영국의 프로그레시브 록 밴드 제네시스의 열네 번째 스튜디오 음반으로, 1991년 10월 28일, 미국의 애틀랜틱 레코드에서, 11월 11일, 영국의 버진 레코드에서 발매되었다. 이 음반은 1996년 솔로 프로젝트를 풀타임으로 추진하기 위해 드러머이자 가수인 필 콜린스와 함께 녹음된 그들의 마지막 스튜디오 음반이다. 이 음반은 그들의 이전 음반인 《Invisible Touch》 (1986년)를 순회한 후 거의 4년간의 공백 후에 밴드 활동의 복귀를 알렸다.
《We Can't Dance》는 그 밴드의 세계적인 상업적 성공이었다. 이 음반은 영국에서 이 밴드의 다섯 번째 연속 1위 음반이 되었고 미국에서 4위에 올랐으며, 400만 장 이상이 팔렸다. 1991년부터 1993년까지 〈No Son of Mine〉과 〈I Can't Dance〉를 포함하여 이 음반의 6곡이 싱글로 발매되었다. 후자는 1993년 그래미 어워드 최우수 팝 퍼포먼스 부문 후보에 올랐다. 제네시스는 1992년 《We Can't Dance》의 지원을 받아 북미와 유럽에 걸쳐 큰 경기장과 경기장을 공연했다.

## 배경
1987년 7월, 드러머이자 가수인 필 콜린스, 키보디스트 토니 뱅크스, 베이시스트이자 기타리스트 마이크 러더퍼드의 제네시스 라인업은 그들의 13번째 스튜디오 음반 《Invisible Touch》 (1986년)를 지원하기 위해 1986년~1987년 월드 투어를 마무리했다. 약 350만 명의 사람들이 참석한 112일간의 투어는 특히 러더퍼드가 아버지의 죽음 이후 어려운 출산으로 인해 아들 해리를 거의 잃을 뻔한 것에 대해 극도의 부담을 주었다. 그 후 밴드는 3년 반 동안 활동을 하지 않았고, 그 기간 동안 각 멤버들은 각자의 솔로 프로젝트를 계속했다. 콜린스는 그의 솔로 음반 《...But Seriously》 (1989년)의 발매 이후 세계적인 상업적 성공을 거두었고, 러더퍼드의 밴드인 마이크 + 더 메카닉스는 또한 히트하기 시작했다. 뱅크스와 러더포드는 콜린스가 이 기간 동안 밴드를 떠날 것으로 예상했지만, 그는 그들과 함께 제네시스 스튜디오 음반을 녹음하기 위해 머물렀다. 밴드는 1990년에 제작에 들어가는 것에 동의했지만 콜린스의 오랜 솔로 투어 때문에 1991년으로 미뤄졌다. 이 음반의 제목은 부분적으로 댄스 음악의 인기와 그 당시 차트에서의 존재에서 파생되었다.

## 발매
《We Can't Dance》는 1991년 10월 28일, 미국의 애틀랜틱 레코드에 의해, 1991년 11월 11일, 영국의 버진 레코드에 의해 발매되었다. 이 음반은 1991년 11월 23일과 1992년 8월 22일부터 2주 연속 영국 음반 차트에서 1위를 하는 등 차트에서 성공을 거두었다. 미국에서는 1991년 11월 30일, 빌보드 200 차트에 4위로 데뷔했다. 72주 동안 차트에 머무르는 동안 1주일간 절정에 머물렀다.  이 음반은 또한 〈No Son of Mine〉, 〈Hold on My Heart〉, 〈I Can't Dance〉, 〈Jesus He Knows Me〉 등 여러 히트 싱글을 발매했는데, 후자는 유머러스한 비디오의 지원을 받았다.
1991년 12월 1일, 이 음반은 영국 축음기 협회로부터 600,000장의 출하량으로 더블 플래티넘 인증을 받았다. 1년 후, 판매량은 4배 플래티넘으로 성장하여 120만 장이 판매되었다. 이 음반은 1997년 3월, 150만 장이 팔려 5배 플래티넘 지위에 올랐다. 미국에서는 1991년 12월 27일까지 100만 장을 판매했다. 5년 후, 이 음반은 미국 음반 산업 협회로부터 4백만 장 판매의 쿼드러플 플래티넘 인증을 받았다.
《We Can't Dance》는 닉 데이비스에 의해 새로운 스테레오와 5.1 서라운드 사운드 믹스가 포함된 SACD/DVD 세트로 2007년에 재발매되었다. 이 음반은 또한 밴드의 《Genesis 1983–1998》 박스 세트의 일부로 포함되었다.

## 곡 목록
모든 곡들은 토니 뱅크스, 필 콜린스 그리고 마이크 러더퍼드가 작사/작곡하였다.
| #  | 제목                       | 재생 시간 |
| -- | -------------------------- | --------- |
| 1. | 〈No Son of Mine〉         | 6:41      |
| 2. | 〈Jesus He Knows Me〉      | 4:23      |
| 3. | 〈Driving the Last Spike〉 | 10:10     |

| #  | 제목                         | 재생 시간 |
| -- | ---------------------------- | --------- |
| 1. | 〈I Can't Dance〉            | 4:04      |
| 2. | 〈Never a Time〉             | 3:52      |
| 3. | 〈Dreaming While You Sleep〉 | 7:21      |

| #  | 제목                 | 재생 시간 |
| -- | -------------------- | --------- |
| 1. | 〈Tell Me Why〉      | 5:00      |
| 2. | 〈Living Forever〉   | 5:42      |
| 3. | 〈Hold on My Heart〉 | 4:40      |

| #  | 제목                 | 재생 시간 |
| -- | -------------------- | --------- |
| 1. | 〈Way of the World〉 | 5:40      |
| 2. | 〈Since I Lost You〉 | 4:10      |
| 3. | 〈Fading Lights〉    | 10:16     |

## 인증
| 국가                                                  | 인증        | 판매량/출하량 |
| ----------------------------------------------------- | ----------- | ------------- |
| 오스트레일리아 (ARIA)                                 | 2× 플래티넘 | 140,000^      |
| 오스트리아 (IFPI 오스트리아)                          | 플래티넘    | 50,000*       |
| 캐나다 (뮤직 캐나다)                                  | 4× 플래티넘 | 400,000^      |
| 프랑스 (SNEP)                                         | 2× 플래티넘 | 600,000*      |
| 독일 (BVMI)                                           | 5× 플래티넘 | 2,500,000^    |
| 일본 (RIAJ)                                           | 골드        | 250,000       |
| 네덜란드 (NVPI)                                       | 플래티넘    | 100,000^      |
| 뉴질랜드 (RMNZ)                                       | 4× 플래티넘 | 60,000^       |
| 스페인 (PROMUSICAE)                                   | 플래티넘    | 100,000^      |
| 스웨덴 (GLF)                                          | 플래티넘    | 100,000^      |
| 스위스 (IFPI 스위스)                                  | 4× 플래티넘 | 200,000^      |
| 영국 (BPI)                                            | 5× 플래티넘 | 1,500,000^    |
| 미국 (RIAA)                                           | 4× 플래티넘 | 4,000,000^    |
| 요약                                                  |             |               |
| 유럽 (IFPI)                                           | 6× 플래티넘 | 6,000,000*    |
| *판매량을 기반으로 한 인증 ^출하량을 기반으로 한 인증 |             |               |